# تيتو فيرا
تيتو فيرا (بالإسبانية: Tito Vera)‏ هو لاعب كرة قدم باراغواياني في مركز الوسط، ولد في 1952. شارك مع منتخب باراغواي لكرة القدم. أما مع النوادي، فقد لعب مع نادي ليبرتاد.

## وصلات خارجية
- تيتو فيرا على موقع ناشيونال فوتبول تيمز (الإنجليزية)